# Michel Thétaz
Michel Thétaz, né le 22 février 1951 à Orsières, est un homme d'affaires et dirigeant d'entreprise suisse.
Titulaire d'une maturité professionnelle commerciale au collège de Saint-Maurice, il commence sa carrière professionnelle en 1974 à la banque Pictet. En 1995, il fonde la société de gestion d'actifs IAM (Independent Asset Management),. Passionné de cyclisme, il lance en 2013 l'équipe cycliste professionnelle suisse IAM, financée par l'entreprise qu'il continue de diriger.